# Список депутатов Верховного Совета Казахской ССР V созыва
Депутаты Верховного Совета Казахской ССР V созыва (1959—1963). Избраны на выборах Верховного Совета Казахской ССР 6 марта 1959 года.
Общее число избирателей в целом по республике определилось в 5 503 300 человек. В выборах депутатов Верховного Совета Казахской ССР приняло участие 5 502 733 человека, или 99,99 процента от общего числа избирателей.
Во всех избирательных округах по выборам в Верховный Совет Казахской ССР за кандидатов народного блока коммунистов и беспартийных голосовало 5 482 550 человек, что составляет 99,63 процента от общего числа избирателей, участвовавших в голосовании. Против кандидатов в депутаты голосовало 20 078 человек. На основании статьи 79 «Положения о выборах в Верховный Совет Казахской ССР» 105 бюллетеней признаны недействительными.
Центральная избирательная комиссия рассмотрела материалы по каждому избирательному округу в отдельности и на основании статьи 38 «Положения о выборах в Верховный Совет Казахской ССР» зарегистрировала избрание депутатов в Верховный Совет Казахской ССР по всем 450 избирательным округам.
В числе избранных депутатов имеется 146 женщин, или 32,4 процента, 309 членов и кандидатов в члены КПСС, или 68,7 процента, 141 беспартийный, или 31,3 процента, 220 рабочих и колхозников, или 48,9 процента.
В Верховный Совет Казахской Советской Социалистической Республики избраны следующие депутаты:

## Город Алма-Ата
1. Адилов, Ахмет Адилович, председатель исполкома Алма-Атинского городского Совета депутатов трущихся. Кирпично-Заводской округ.
2. Беляев, Николай Ильич, член Президиума ЦК КПСС, первый секретарь ЦК КП Казахстана. Алма-Атинский — Ленинский округ.
3. Булемесов, Мажит Булемесович, машинист паровозного депо станции Алма-Ата I. Алма-Атинский — Железнодорожный округ.
4. Верещагин, Николай Данилович, расточник цеха № 2 завода тяжёлого машиностроения. Алма-Атинский — Орджоникидзевский округ.
5. Грошнова, Вера Алексеевна, учительница средней школы № 32. Ташкентский округ.
6. Дузенова, Аннель Альжановна, начальник цеха суконной фабрики. Алма-Атинский — Промышленный округ.
7. Иванов, Александр Трофимович (депутат), печатник Полиграфкомбината. Вузовский округ.
8. Ильяшев, Рымбек, министр торговли Казахской ССР. Алма-Атинский — Строительный округ.
9. Казыбеков, Мустафа Тулепович, начальник треста «Турксибтрансстрой». Алма-Атинский — Октябрьский округ.
10. Коваль, Елена Ильинична, бригадир бригады дозировщиков завода железобетонных изделий № 1. Алма-Атинский — Панфиловский округ.
11. Кушербаева, Сара Идрисовна, артистка Государственного театра оперы и балета имени Абая. Тастакский округ.
12. Макушев, Василий Илларионович, шлифовщик литейно-механического завода. Алма-Атинский Северный округ.
13. Нугманов, Муса Нугманович, доцент кафедры отоларингологии медицинского института. Алма-Атинский — Кировский округ.
14. Резчик, Пётр Харитонович, директор металлообрабатывающего завода. Алма-Атинский — Калининский округ.
15. Сызганов, Александр Николаевич, директор института экспериментальной и клинической хирургии Академии наук Казахской ССР. Алма-Атинский — Сталинский округ.
16. Тулендинова, Зиякуль, вальцовщица шоколадного цеха кондитерской фабрики. Горно-Октябрьский округ.
17. Тулекеев, Капьят, первый секретарь Фрунзенского райкома КП Казахстана. Садовый округ.
18. Фесенков, Василий Григорьевич, академик Академии наук СССР. Элеваторский округ.
19. Хачатуров, Стюарт Артёмович, первый заместитель председателя Алма-Атинского совнархоза. Алма-Атинский — Привокзальный округ.

## Алма-Атинская область
1. Абишева, Санды, рабочая виноградарского совхоза Илийского района. Комсомольский округ.
2. Абылхожин, Бекмухамед, первый заместитель председателя исполкома Алма-Атинского областного Совета депутатов трудящихся. Баканасский округ.
3. Алдаева, Марфуга Абдулкаировна, трактористка Ленинского овощно-молочного совхоза Каскеленского района. Каскеленский округ.
4. Баратов, Сатибалды, председатель исполкома Уйгурского районного Совета депутатов трудящихся. Чунджинский округ.
5. Бейсебаев, Масымхан Бейсебаевич, первый секретарь Алма-Атинского областного комитета КП Казахстана. Тургенский округ.
6. Данаева, Кулиман Акылбаевна, колхозница колхоза имени Чапаева Каскеленского района. Больше-Алма-Атинский округ.
7. Дыхнов, Николай Васильевич, второй секретарь Алма-Атинского областного комитета КП Казахстана. Ново-Чемолганский округ.
8. Ирискина, Татьяна Тихоновна, бригадир табаководческой бригады № 5 табаксовхоза Илийского района. Панфиловский округ.
9. Канапин, Амир Канапинович, министр культуры Казахской ССР. Чиликский округ.
10. Канцеляристов, Пётр Семёнович, секретарь Каскеленского райкома КП Казахстана. Бурундайский округ.
11. Каргапольцева, Мария Егоровна, доярка колхоза «Луч Востока» Илийского района. Мало-Станичный округ.
12. Каржаубаев, Габдулла Шалкарович, председатель исполкома Алма-Атинского областного Совета депутатов трудящихся. Талгарский округ.
13. Кужамьяров, Куддус, композитор, председатель правления Союза композиторов Казахской ССР. Джаланашский округ.
14. Макашев, Рахимжан, секретарь Нарынкольского райкома КП Казахстана. Нарынкольский округ.
15. Мосягин, Александр Степанович, механик колхоза имени Ленина Энбекши-Казахского района. Александровский округ.
16. Мергенов, Тлек, председатель колхоза «Кзыл-Ту» Илийского района. Бельбулакский округ.
17. Рахимжанов, Атагельды, старший чабан колхоза «XXX лет Каз ССР» Джамбулского района Кара-Кастекский округ.
18. Смакова, Кульшаруан, звеньевая свекловодческой бригады колхоза «Акчи» Енбекши-Казахского района. Иссыкский округ.
19. Ускембаева, Куляим, звеньевая свекловодческого звена колхоза «Рассвет» Илийского района. Илийский округ.
20. Шарипов, Курманбек, директор Кастекского овцесовхоза Джамбулского района. Узун-Агачский округ.

## Акмолинская область
1. Бараев, Александр Иванович, директор института зернового хозяйства. Шортандинский округ.
2. Беисова, Бопыш, сушильщица концентратов золотоизвлекательного завода № 1. Жолымбетский округ.
3. Бородин, Виталий Иванович, бригадир тракторной бригады зерносовхоза имени Вильямса Есильского района. Есильский округ.
4. Босенко, Максим Степанович, бригадир тракторной бригады колхоза имени Карла Маркса Атбасарского района. Атабасарский — Сельский округ.
5. Ворохова, Анна Давыдовна, свинарка колхоза имени Сталина Макинского района. Вознесенский округ.
6. Гаврилюк, Мария Фёдоровна, заведующая МТФ колхоза имени Калинина Калининского района. Ново-Колутонский округ.
7. Галочкин, Иван Тимофеевич, первый заместитель председателя исполкома Акмолинского областного Совета депутат трудящихся. Еркеншиликский округ.
8. Джазин, Нурмухамбет, председатель исполкома Ново-Черкасского райсовета депутатов трудящихся. Ново-Черкасский округ.
9. Джангозин, Джакипбек, председатель исполкома Акмолинского областного Совета депутатов трудящихся. Сталинский — Промышленный округ.
10. Довжик, Михаил Егорович, бригадир тракторной бригады Ярославского зерносовхоза Кийминского района. Кийминский округ.
11. Давиденко, Варвара Никифоровна, свинарка колхоза имени Ленина Атбасарского района. Атбасарский — Северный округ.
12. Дюйсекеев, Альжапбар, слесарь кузнечно-прессового цеха завода «Казахсельмаш». Акмолинский — Заводской округ.
13. Задорожный, Иван Акимович, начальник Казахской железной дороги. Акмолинский — Железнодорожный округ.
14. Карибжанов, Фазыл Каримович, второй секретарь ЦК КП Казахстана. Вишневский округ.
15. Карпенко, Михаил Пантелеевич, министр хлебопродуктов Казахской ССР. Атбасарский — Городской округ.
16. Крюкова, Капитолина Николаевна, заместитель Председателя Президиума Верховного Совета Казахской ССР. Алексеевский округ.
17. Ливенцов, Василий Андреевич, второй секретарь Акмолинского обкома КП Казахстана. Балкашинский округ.
18. Липитюк, Александр Иванович, первый секретарь Акмолинского райкома КП Казахстана. Акмолинский — Сельский округ.
19. Мусабеков, Картам, кузнец завода химического оборудования. Акмолинский — Восточный округ.
20. Небесный, Гавриил Петрович, машинист паровозного депо ст. Акмолинск. Акмолинский — Деповский округ.
21. Новосельский, Тадеуш Николаевич, председатель колхоза «Ленинский путь» Сталинского района. Никольский округ.
22. Петухова, Мария Иосифовна, трактористка зерносовхоза «Жаныспай» Есильского района. Целинный округ.
23. Решто, Архип Михайлович, каменщик СМУ-1 треста «Акмолинскстрой». Акмолинский — Центральный округ.
24. Садвакасов, Рахман, старший чабан Ленинского совхоза Еркеншиликского района. Ерментауский округ.
25. Сапрыгина, Раиса Степановна, главный акушер-гинеколог Балкашинского района. Сандыктауский округ.
26. Сергазин, Файзулла Сергазинович, первый заместитель председателя Карагандинского совнархоза. Макинский — Городской округ.
27. Трунов, Василий Петрович, директор совхоза «Акмолинский» Акмолинского района. Ново-Ишимский округ
28. Увашев, Талап Увашевич, начальник Статистического управления при Совете Министров Казахской ССР. Калининский округ.
29. Укубаев, Акфан Укубаевич, первый секретарь Баранкулского райкома КП Казахстана. Баранкульский округ.
30. Уршукова, Сара, доярка совхоза «Челкарский» Акмолинского района Казгочинский — Сельский округ.
31. Шинкеева, Дикен, комбайнер Карашалгинской РТС Кургальджинского района. Кургальджинский округ.

## Актюбинская область
1. Авраменко, Екатерина Григорьевна, тракторист колхоза имени Чапаева Мартукского района. Мартукский округ.
2. Амангосов, Султан, председатель колхоза имени Джамбула Байганинского района. Байганинский округ.
3. Баймолдина, Зауре, председатель исполкома Ащи-Уилского аульного Совета депутатов трудящихся Уилского района. Уилский округ.
4. Бризицкая, Мария Григорьевна, аппаратчица химического комбината Ключевой округ.
5. Бримова, Калым, старшая табунщица Джурунского овцесовхоза Джурунского района. Джурунский округ.
6. Варламова, Ирина Дмитриевна, заведующая амбулаторией Темирского района. Темирский округ.
7. Кадырбеков, Габит Анабаевич, председатель исполкома Актюбинского областного Совета депутатов трудящихся. Актюбинский — Калининский округ.
8. Карсыбаев, Шакир, первый секретарь Актюбинском обкома КП Казахстана. Хобдинский округ.
9. Курманбекова, Зибайда, чабан колхоза «Жана-Коныс» Челкарского района. Челкарский — Сельский округ.
10. Лахно, Павел Михайлович, комбайнер Кзыл-Жарской РТС Новороссийского района. Новороссийский округ.
11. Лобжанидзе, Борис Григорьевич, директор Актюбинского завода Ферросплавов. Актюбинский — Ленинский округ.
12. Мамонов, Фёдор Антонович, председатель Актюбинского совнархоза. Актюбинский — Сталинский округ.
13. Маханов, Абдикадыр, бригадир тракторной бригады Карабутакского совхоза Карабутакского района. Карабутакский округ.
14. Мухамедьярова, Тынишбике, доярка колхоза «Авангард» Степного района. Степной округ.
15. Полосухин, Александр Порфирьевич, вице-президент Академии наук Казахской ССР. Актюбинский — Железнодорожный округ.
16. Попадько, Алексей Яковлевич, второй секретарь Актюбинского обкома КП Казахстана. Кандагачский округ.
17. Сагиндыков, Шияб Сагиндыкович, заведующий отделом ЦК КП Казахстана. Челкарский — Городской округ.
18. Ташенев, Жумабек Ахметович, Председатель Президиума Верховного Совета Казахской ССР. Родниковский округ.
19. Хусаинов, Сандыгалий Хусайнович, первый секретарь Иргизского райкома КП Казахстана. Иргизский округ.

## Восточно-Казахстанская область
1. Бакауов, Хафиз, председатель партийной комиссии при ЦК КП Казахстана. Бухтарминский округ.
2. Бондаренко, Василий Артемьевич, управляющий республиканской конторой Госбанки. Мариногорский округ.
3. Вартанян, Артём Мисакович, директор Усть-Каменогорского свинцово-цинкового комбината. Усть-Каменогорский — Заречный округ.
4. Веригина, Степанида Терентьевна, штукатур участка «ТЭЦстрой» треста «Алтайсвинецтстрой» г. Усть-Каменогорск. Иртышский округ.
5. Дегтярёв, Василий Дмитриевич, катодчик Усть-Каменогорского свинцово-цинкового комбината. Усть-Каменогорский — Железнодорожный округ.
6. Дегтярь, Владимир Фёдорович, взрывник-проходчик Зыряновского рудника. Зыряновский округ.
7. Дробязко, Илья Анисимович, бригадир буровой бригады Маслянского рудника Зыряновского свинцового комбината. Путинцевский округ.
8. Дюрбетбаева, Айнеп, скотница Катон-Карагайского оленеводческого совхоза. Катон-Карагайский округ.
9. Ефимов, Иван Георгиевич, председатель Восточно-Казахстанского областного Совета профсоюзов. Аблакетский округ.
10. Жакишев, Аукен Смакович, второй секретарь Восточно-Казахстанского обкома КП Казахстана. Ульбастроевский округ.
11. Забабурин, Михаил Васильевич, первый заместитель председателя исполкома Восточно-Казахстанского областного Совета депутатов трудящихся. Чердоякский округ.
12. Идрышева, Рахиля, чабан Горновского совхоза Маркакольского района. Маркакольский округ.
13. Кабдуллинова, Нагима, доярка колхоза имени Сталина Уланского района. Уланский округ.
14. Кайгородов, Афанасий Николаевич, председатель колхоза имени XX съезда КПСС Шемонаихинского района. Шемонаихинский округ.
15. Козлов, Георгий Алексеевич, первый секретарь Восточно-Казахстанского обкома КП Казахстана.
16. Кунаев, Динмухамед Ахмедович, Председатель Совета Министров Казахской ССР. Лениногорский — Школьный округ.
17. Лисовая, Евдокия Сергеевна, доярка колхоза «Октябрь» Самарского района. Самарский округ.
18. Литовченко, Александр Фёдорович, директор Багратионовского зерносовхоза Таврического района. Таврический округ.
19. Малдыбаев, Уралбек Бейсембаевич, председатель исполкома Курчумского районного Совета депутатов трудящихся. Кумашкинский округ.
20. Малкин, Иосиф Михайлович, директор Лениногорского полиметаллического комбината. Лениногорский — Центральный округ.
21. Михайлович, Агафья Марковна, доярка Чапаевского совхоза Зыряновского района. Зыряновский — Сельский округ.
22. Могилёва, Анна Васильевна, старший флотатор обогатительной фабрики Белоусовского рудника Кировского района. Белоусовский округ.
23. Молдажанов, Бейгембай, старший горновой Иртышского медеплавильного завода Предгорненского района. Глубоковский округ.
24. Мягков, Василий Михайлович, первый заместитель министра геологии и охраны недр Казахской ССР. Усть-Каменогорский округ.
25. Неклюдов, Алексей Иванович, заведующий отделам ЦК КП Казахстана. Заульбинский округ.
26. Павлов, Дмитрий Николаевич, военком Казахской ССР. Верхне-Березовский округ.
27. Прокопенко, Василий Авксентьевич, управляющий трастом «Алтайсвинецстрой». Усть-Каменогорский — Промышленный округ.
28. Сердобинцева, Мария Петровна, свинарка Убинского совхоза Шемонаихинского района. Шемонаихинский — Сельский округ.
29. Симаков, Каюм Мухамеджанович, председатель Восточно-Казахстанского совнархоза. Заульбинский — Ленинский округ.
30. Созонтов, Алексей Матвеевич, председатель колхоза имени Сталина Больше-Нарымского района. Больше-Нарымский округ.
31. Суворина, Людмила Васильевна, старший флотатор обогатительной фабрики Зыряновского Свинцового комбината. Зыряновский — Промышленный округ.
32. Суворин, Сергей Терентьевич, бригадир электромонтажников строительства Бухтарминской ГЭС. Серебрянский округ.
33. Уанбаев, Амирбек, чабан Акжарского совхоза Зайсанского района. Тарбагатайский округ.
34. Урумбаева, Тайкен, мастер бетонорастворного узла треста «Лениногорсксвинецстрой». Лениногорский — Строительный округ.
35. Фефелова, Мария Константиновна, машинист электровоза Лениногорского рудника. Лениногорский — Промышленный округ.
36. Хохлачёв, Анатолий Леонидович, первый секретарь Зыряновского горкома КП Казахстана. Зыряновский — Строительный округ.
37. Черепанов, Прокопий Яковлевич, тракторист колхоза имени Ленина Верхубинского района. Верхубинский округ.
38. Шухов, Иван Петрович, писатель. Солоновский округ.
39. Юсупов, Ислям Юсупович, первый секретарь Зайсанского райкома КП Казахстана. Зайсанский округ.

## Гурьевская область
1. Габдуллин, Хамит Аяпкалиевич, заведующий нефтепромыслом Терень-Узек, Жилокосинского района. Жилокосинский округ.
2. Досмухамбетов, Джулдасгалий Ахмедович, начальник объединения «Казахстаннефть», гор. Гурьев. Кульсарынский округ.
3. Жусупов, Абжан, председатель комиссии Советского контроля Совета Министров Казахской ССР. Денгизский округ.
4. Исмагамбетов, Утешкали, первый секретарь Баксайского райкома КП Казахстана. Баксайский округ.
5. Кайсаканов, Арынгазы, председатель исполкома Гурьевского областного Совета Депутатов трудящихся. Кзыл-Кугинский округ.
6. Кубашев, Сагидулла, председатель колхоза «Передовик» Испульского района. Испульский округ.
7. Кумарова, Зауре, оператор Гурьевского нефтеперерабатывающего завода. Гурьевский — Заводской округ.
8. Куаншалиева, Ханым, рыбачка колхоза имени Панфилова Денгизского района. Котяевский округ.
9. Муканов, Сабит, писатель. Гурьевский округ.
10. Сегизалиева, Жибек, оператор нефтепромысла «Доссор» Макатского района. Макатский округ.
11. Ундасынов, Нуртас Дандыбаевич, первый секретарь Гурьевского обкома КП Казахстана. Эмбенский округ.
12. Цыганова, Клавдия Стахеевна, старший мастер Гурьевского рыбоконсервного комбината имени В. И. Ленина. Балыкшинский округ.
13. Шамгулов, Оспан, старший чабан колхоза имени XIX партсъезда Мангистауского района. Мангистауский округ.
14. Шляпников, Филипп Васильевич, второй секретарь Гурьевского обкома КП Казахстана. Шевченковский округ.

## Джамбулская область
1. Абдуллаева, Тамара Тахминдаровна, звеньевая свекловодческой бригады колхоза «Красный Восток» Меркенского района. Костаганский округ.
2. Акимбаева, Рым, старший чабан Сарысуйскего овцесовхоза. Сарысуский округ.
3. Аскаров, Асанбай, председатель исполкома Джамбулского областного Совета депутатов трудящихся. Свердловский округ.
4. Бессарабов, Андрей Васильевич, директор горнохимического комбината «Кара-Тау». Чулак-Тауский округ.
5. Васильченко, Ирина Ивановна, звеньевая колхоза. «Большевик» Джувалинского района. Братский округ.
6. Ващенко, Владимир Захарович, второй секретарь Джамбулского обкома КП Казахстана. Каракунузский округ.
7. Гармашов, Василий Яковлевич, машинист тепловозного депо станции Чу. Чуйский округ.
8. Герасимова, Наталья Ивановна, аппаратчица Джамбулского сахарного комбината. Джамбулский — Сахарозаводской округ.
9. Джаксылыков, Акын, старший чабан колхоза имени Джамбула Джамбулского района. Ассинский округ.
10. Есенгельдиева, Жумабике, доярка колхоза «Кенес» Свердловского района. Ровненский округ.
11. Жунисбаева, Куришкуль, звеньевая свекловодческой бригады колхоза «Кзыл-Октябрь» Таласского района. Таласский округ.
12. Ибеев, Зейнет, председатель колхоза «Новый путь» Чуйского района. Ески-Чуйский округ.
13. Исмаилов, Азимбек, первый секретарь Луговского райкома КП Казахстана. Луговской округ.
14. Кожамкулов, Серали, артист Казахского театра драмы города Алма-Аты. Джамбулский — Железнодорожный округ.
15. Куанышбаев, Жазылбек, старший чабан Коктерекского овцесовхоза Коктерекского района. Коктерекский округ.
16. Кульмухаметов, Байтура Кулиюлилович, тракторист Луговского зерносовхоза Луговского района. Акыр-Тюбинский округ.
17. Кутырева, Людмила Игнатьевна, учительница средней школы имени Крупской города Джамбула. Джамбулский — Октябрьский округ.
18. Онгарбаева, Сындыбала, звеньевая свекловодческой бригады колхоза «Красная звезда» Джамбулского района. Джамбулский — Сельский округ.
19. Платова, Александра Александровна, заведующая ветеринарным участком Чуйского района. Новотроицкий округ.
20. Сапаргалиев, Махмуд Сапаргалиевич, первый секретарь Джамбулского обкома КП Казахстана. Джамбулский — Кировский округ.
21. Сарыкулов, Дуйсенкул, начальник главного управления водного хозяйства при Совете Министров Казахской ССР. Бурненский округ.
22. Сисенгалиев, Малик, первый секретарь Чуйского райкома КП Казахстана. Моинты — Чуйский округ.
23. Смаглюк, Дмитрий Силович, бригадир комплексной бригады Курдайского зерносовхоза. Курдайский округ.
24. Смагулов, Мамбет, председатель исполкома Меркенского районного Совета депутатов трудящихся. Меркенский округ.
25. Шанхаева, Сулу, тянульщица Джамбулского хромового завода. Джамбулский — Фурмановский округ.
26. Шарипов, Ади Шарипович, министр просвещения Казахской ССР. Красногорский округ.
27. Юсупов, Сагинбек, заместитель министра внутренних дел Казахской ССР. Джамбулский — Ждановский округ.

## Западно-Казахстанская область
1. Бультрикова, Балжан, министр социального обеспечения Казахской ССР. Уральский — Железнодорожный округ.
2. Волошко, Павел Порфирьевич, председатель исполкома Западно-Казахстанского областного Совета депутатом трудящихся. Теректинский округ.
3. Гроздов, Алексей Михайлович, второй секретарь Западно-Казахстанского обкома КП Казахстана. Чингирлауский округ.
4. Давлетов, Ермекали, председатель колхоза имени Калинина Фурмановского района. Фурмановский округ.
5. Ерниязова, Жанапия, старший чабан колхоза «Большевик» Казталовского района. Казталовский округ.
6. Есимов, Ескендир, старший чабан Сайхинского овцесовхоза Джаныбекского района. Джаныбекский округ.
7. Жандиров, Мерген, старший чабан Коскульского овцесовхоза Каратюбинского района. Каратюбинский округ.
8. Куркин, Александр Васильевич, председатель исполкома Приурального районного Совета депутатов трудящихся. Приуральный округ.
9. Мендалиев, Кенжебек, первый секретарь Чапаевского райкома КП Казахстана. Чапаевский округ.
10. Мухамеджанов, Джалмухан, главный зоотехник совхоза № 500 Каменского района. Каменский округ.
11. Набатов, Александр Аркадьевич, прокурор Казахской ССР. Уральский — Фурмановский округ.
12. Недолько, Екатерина Мартыновна, врач детской больницы города Уральска. Пушкинский округ.
13. Ниязбеков, Сабир Билялович, первый секретарь Западно-Казахстанского обкома КП Казахстана. Джамбейтинский округ.
14. Нургалиева, Кырмызы, старший чабан Уральского совхоза Тайпакского района. Тайпакский округ.
15. Рогинец, Михаил Георгиевич, министр сельского хозяйства Казахской ССР. Джангалинский округ.
16. Стадная, Зоя Антоновна, доярка Акбулакского совхоза Бурлинского района. Бурлинский округ.
17. Хамзин, Гайнулла, бригадир тракторной бригады колхоза «Талпын» Чапаевского района. Октябрьский округ.
18. Щурихина, Клавдия Кузьминична, глянцовщица завода имени Землячки, гор. Уральск. Уральский — Советский округ.
19. Щурихина, Нина Фёдоровна, доярка колхоза «Путь к коммунизму» Зеленовского района. Зеленовский округ.

## Карагандинская область
1. Акботина, Актай, чабан Сарысуского совхоза Джезказганского района. Карсакпайский округ.
2. Арыстанов, Темирбек, старший взрывник шахты Кресто-Запад Джезказганского рудника. Джезказганский округ.
3. Акулов, Пётр Филимонович, бригадир проходческой бригады шахты № 33/34, город Караганда. Ново-Майкудукский округ.
4. Баймурзинов, Камза Габдулгазизович, бригадир карбидной печи завода СК г. Темир-Тау. Соцгородской округ.
5. Вишневский, Алексей Семёнович, управляющий трестом «Казметаллургстрой» гор. Темир-Тау. Пролетарский округ.
6. Воронов, Алексей Хрисанфович, управляющий трестом «Казмедьстрой» гор. Джезказган. Кенгирский округ.
7. Ганкевич, Тимофей Евстафьевич, заведующий отделом ЦК КП Казахстана. Шахтный округ.
8. Гелих, Варвара Емельяновна, доярка колхоза имени Сталина Осакаровского района. Осакаровский округ.
9. Гужавин, Владимир Александрович, старший плавильщик металлургического цеха Балхашского горно-металлургического комбината. Первомайский округ.
10. Даулетбекова, Марьям Ильясовна, доцент «Карагандинского мединститута. Михаиловский» округ.
11. Джандильдин, Нурымбек, секретарь ЦК КП Казахстана. Карагандинский — Ждановский округ.
12. Дорохов, Степан Дмитриевич, Моинтинский округ.
13. Едильбаев, Койшибек, председатель колхоза 1 Мая Каркаралинского района. Каркаралинский округ.
14. Ермекбаева, Жибек Тулигеновна, бригадир Карагандинской кондитерской фабрики № 2. Карагандинский округ.
15. Жапенов, Кохарман, старший чабан колхоза имени Ленина Коунрадского района. Актогайский округ.
16. Жарков, Михаил Иванович, первый секретарь Карагандинского горкома КП Казахстана. Карагандинский — Ленинский округ.
17. Жовнер, Анна Терентьевна, зоотехник колхоза имени Кирова Ворошиловского района. Ворошиловский округ.
18. Завьялова, Анна Максимовна, электросварщица завода имени Пархоменко г. Караганда. Карагандинский — Амангельдинский округ.
19. Зеленцов, Владимир Яковлевич, первый секретарь Осакаровского райкома КП Казахстана. Интернациональный округ.
20. Зимина, Елизавета Петровна, первый секретарь Саранского горкома КП Казахстана. Горняцкий округ.
21. Исмагулова, Нурсила Исмагуловна, учительница средней школы № 7 имени Джамбула города Караганды. Карагандинский — Сталинский округ.
22. Калкенов, Шамухан, председатель исполкома Карагандинского областного Совета депутатов трудящихся. Тельманский округ.
23. Конакбаев, Каскатай Досович, председатель исполкома Карагандинского городского Совета депутатов трудящихся. Актасский округ.
24. Кульмаханов, Утебай, председатель исполкома Четского райсовета депутатов трудящихся. Четский округ.
25. Литвинов, Пётр Сазонович, бригадир тракторной бригады совхоза «Шахтёр» Нуринского района. Нуринский округ.
26. Мельников, Леонид Георгиевич, председатель Госплана Казахской ССР. Карагандинский — Заводский округ.
27. Мендикулов, Малбагар Мендикулович, директор Казфилиала Академии строительства и архитектуры СССР. Карагандинский — Комсомольский округ.
28. Морозова, Нина Григорьевна, машинист подъёма шахты № 26 треста «Кировуголь» город Караганда. Горбачевский округ.
29. Нурмагамбетов, Башир, машинист горного комбайна шахты № 31-бис треста «Сталинуголь». Карагандинский — Горьковский округ.
30. Пономаренко, Зинаида Яковлевна, штукатур Сталинского стройуправления, город Караганда. Новогородской округ.
31. Сериков, Аким, председатель Карагандинского областного Совета профсоюзов. Майкудукский округ.
32. Соснин, Никита Лазаревич, проходчик шахты № 122 Большая Михайловка. Новодолинский округ.
33. Султанов, Клычбай, министр юстиции Казахской ССР. Улутауский округ.
34. Сундетов, Мансур, машинист экскаватора второго горного участка Коунрадского рудника. Коунрадский округ.
35. Сусляков, Иван Алексеевич, машинист горного комбайна шахты № 31 треста «Кировуголь». Карагандинский — Кировский округ.
36. Сырцов, Дмитрий Александрович, управляющий делами Совета Министров Казахской ССР. Ново-Тихоновский округ.
37. Тусупов, Токен, машинист — инструктор паровозного депо ст. Караганды. Карагандинский — Железнодорожный округ.
38. Укикозова, Разия, телятница колхоза имени Карла Маркса Кувского района. Кувский округ.
39. Федотов, Николай Алексеевич, начальник комбината «Карагандашахтстрой». Строительный округ.
40. Хлебов, Прокофий Авксентьевич, заместитель председателя исполкома Карагандинского областного Совета депутатов трудящихся. Агадырский округ.
41. Чекушина, Нина Григорьевна, старшин Флотатор обогатительной фабрики Балхашского горно-металлургического комбината. Балхашский округ.
42. Шайдаров, Карыгул, бригадир каменоловов комбината производственных предприятий треста Атасурудстрой. Жана-Аркинский округ.
43. Шарипов, Касым Шарипович, редактор газеты «Социалистик Казахстана». Карагандинский Фурмановский округ.
44. Шибаев, Василий Тихонович, начальник комбината «Карагандауголь». Саранский округ.
45. Шильникова, Александра Ивановна, машинист подъёма шахты 64/83 треста Ленинуголь. Менделеевский округ.
46. Шмальц, Ангелина Андреевна, бригадир огородной бригады колхоза имени Кирова Тельманского района. Ростовский округ.
47. Яковлев, Сергей Яковлевич (государственный деятель), второй секретарь Карагандинского обкома КП Казахстана. Темир-Тауский округ.

## Кзыл-Ординская область
1. Абдукаримов, Исатай, первый секретарь Чиилийского райкома КП Казахстана. Байгекумский округ.
2. Баиров, Бахий Мукажанович, второй секретарь Кзыл-Ордынского обкома КП Казахстана. Сыр-Дарьинский округ.
3. Герчик, Константин Васильевич, Ленинский округ.
4. Егорова, Мария Георгиевна, врач областной больницы, город Кзыл-Орда. Придарьинский округ.
5. Едильбаев, Измухаммед Едильбаевич, председатель исполкома Кзыл-Ординского областного Совета депутатов трудящихся. Джалагашский округ.
6. Жахаев, Ибрай, звеньевой колхоза «Кзыл-Ту» Чиилинского района. Чиилийский округ.
7. Жукашев, Мамадин, старший чабан Каракумского овцесовхоза Аральского района. Аральский — Сельский округ.
8. Каржаубаев, Мешитбай Алмаханович, машинист тепловозного депо ст. Кзыл-Орда. Кзыл-Ординский — Центральный округ.
9. Карынбаев, Сибугатулла Рыскалиевич, министр здравоохранения Казахской ССР. Казалинский — Городской округ.
10. Кенжебаева, Кулай, рыбачка рыбацкой артели «Красный рыбак» Аральского района. Камышлыбашский округ.
11. Омарова, Зауре Садвакасовна, заместитель Председателя Совета Министров Казахской ССР Кзыл-Ординский — Железнодорожный округ.
12. Оспанов, Сейдулла, первый секретарь Кзыл-Ордииского обкома КП Казахстана. Ново-Казалинский округ.
13. Пришева, Кызкенже, доярка колхоза «Кзыл-Ту» Терень-Узякского района. Терень-Узякский округ.
14. Тулебаев, Тулепберген, заместитель председателя Госплана Казахской ССР. Аральский — Городской округ.
15. Тулькибаева, Калила, трактористка колхоза «Екпенды» Яны-Курганского района. Яны-Курганский округ.
16. Цай, Ден Хак, председатель колхоза «III интернационал» Кармакчинского района. Кармакчинский округ.
17. Шораева, Куниш, старший чабан Казалинского овцесовхоза Казалинского района. Казалинский — Сельский округ.

## Кокчетавская область
1. Абайдильдинов, Кожахмет, председатель исполкома Энбекшильдерского районного Совета депутатов трудящихся. Энбекшильдерский округ.
2. Абишев, Айтыбай Абишевич, заместитель председателя исполкома Кокчетавекого областного Совета депутатов трудящихся. Степнякский — Городской округ.
3. Артюхова, Вера Алексеевна, доярка колхоза «30 лет Казахстана» Красноармейского района. Красноармейский округ.
4. Аязбекова, Бану, доярка Бидаикского совхоза Кзылтуского района. Кзылтуский округ.
5. Бектурганов, Хасан Шайахметович, второй секретарь Кокчетавского обкома КП Казахстана. Чкаловский округ.
6. Боярский, Фёдор Фёдорович, редактор газеты «Казахстанская правда». Александровский округ.
7. Гейко, Филипп Фомич, тракторист Аиртауского совхоза Аиртауского района. Октябрьский округ.
8. Евич, Любовь Ивановна, свинарка совхоза «Победа Ильича» Рузаевского района. Рузаевский округ.
9. Жуков, Леонид Георгиевич, министр автотранспорта Казахской ССР. Ленинградский округ.
10. Клещёв, Алексей Ефимович, первый секретарь Кокчетавского обкома КП Казахстана. Таинчинский округ.
11. Ковалевская, Тамара Леонтьевна, машинист паровозного депо ст. Курорт—Боровое. Щучинский — Городской округ.
12. Короткова, Евдокия Петровна, заведующая МТФ колхоза «Расцвет труда» Келлеровского района. Келлеровский округ.
13. Ксюсев, Аскар Мукушевич, председатель колхоза «Дружба» Щучинского района. Дмитриевский округ.
14. Кулаковский, Филипп Лукич, директор Ленинского совхоза Рузаевского района Целинный округ.
15. Рохманюк, Дмитрий Дмитриевич, председатель исполкома Кокчетавского областного Совета депутатов трудящихся. Зерендинский округ.
16. Сарсенова, Нагима Жанахметовна, первый секретарь Аиртауского райкома КП Казахстана. Володарский округ.
17. Скакалина, Анна Тимофеевна, главный агроном Краснознаменского зерносовхоза Чистопольского района. Чистопольский округ.
18. Успанов, Курмангалий, директор Алма-Атинской высшей партийной школы Кокчетавский — Кировский округ.
19. Череп, Мария Григорьевна, комбайнер колхоза имени Ленина Казанского района. Казанский округ.
20. Ярошенко, Василий Петрович, комбайнер Боровской РТС Щучинского района. Шучинский — Сельский округ.

## Кустанайская область
1. Адерихин, Сергей Григорьевич, председатель правления Казпотребсоюза. Пресногорьковский округ.
2. Айтленова, Зайда Хакимовна, бригадир тракторной бригады зерносовхоза имени Джангильдина Мендыгаринского района. Введенский округ.
3. Бабенко, Иван Артемьевич, бригадир плотников стройуправления «Культбытстрой» треста «Соколоврудстрой». Рудный округ.
4. Бородин, Андрей Михайлович, первый секретарь Кустанайского обкома КП Казахстана. Кустанайский — Калининский округ.
5. Гарагаш, Александр Дементьевич, председатель исполкома Кустанайского областного Совета депутатов трудящихся. Семиозерный округ.
6. Гнелицкий, Владимир Григорьевич, бригадир тракторной бригады зерносовхоза имени Димитрова Затобольского района. Затобольский округ.
7. Зоркина, Александра Матвеевна, бригадир отделки прядильного цеха Кустанайского завода искусственного волокна. Кустанайский — Ленинский округ.
8. Исмагулова, Зейнеп, завалыцица обогатительной фабрики треста «Джетыгарзолото» Джетыгаринского района. Джетыгаринский округ
9. Кадырбаев, Рашид Абдулович, председатель Кустанайского совнархоза. Кустанайский — Джамбулский округ.
10. Касымканов, Аубакир Касымканович, председатель исполкома Джангильдинского райсовета депутатов трудящихся. Джангильдинский округ.
11. Кенжебаев, Сагиндык Джунусович, первый секретарь ЦК ЛКСМ Казахстана. Ленинский округ.
12. Классен, Франц Францевич, председатель колхоза имени Шмидта Пешковского района. Пешковский округ.
13. Князева, Тамара Петровна, свинарка Краснопартизанского совхоза Кустанайского района. Кустанайский — Сельский округ.
14. Кольцова, Клавдия Гордеевна, главный агроном Приреченского совхоза Орджоникидзевского района. Орджоникидзевский округ.
15. Коспанов, Шапет Коспанович, секретарь Кустанайского обкома КП Казахстана. Убаганский округ.
16. Логинова, Евдокия Антоновна, бригадир бетонорастворного узла Кустанайского СМУ-7. Кустанайский — Куйбышевский округ.
17. Ложковой, Николай Никитович, комбайнер Севастопольского зерносовхоза Урицкого района. Урицкий округ.
18. Максимов, Пётр Никифорович, машинист экскаватора № 7 Южно-Соколовского рудника, город Рудный. Рудный — Павловский округ.
19. Мех, Вера Михайловна, доярка зерносовхоз имени Чехова Урицкого района. Барвиновский округ.
20. Носков, Александр Алексеевич (политик), министр связи Казахской ССР. Кушмурунский округ.
21. Нуржекенов, Кансултан?, старший чабан Сулыкольского совхоза Семиозерного района. Сулыкольский округ.
22. Пак, Алексей Андреевич, начальник Кустанайского областного управления сельского хозяйства. Камышинский округ.
23. Пермяков, Михаил Александрович, первый секретарь Октябрьского райкома КП Казахстана. Октябрьский округ.
24. Пухов, Григорий Алексеевич, тракторист Узункольского совхоза Узунколского района. Узункольский округ.
25. Резанов, Михаил Михайлович, комбайнер Бускульского зерносовхоза Карабалыкского района. Карабалыкский округ.
26. Рец, Василий Фёдорович, директор Карасуского совхоза Карасуского района. Карасуский округ.
27. Романова, Прасковья Никитична, доярка Сталинского совхоза Мендыгаринского района. Мендыгаринский округ.
28. Самойленко, Любовь Георгиевна, врач — хирург районной больницы Фёдоровского района. Фёдоровский округ.
29. Слажнев, Иван Гаврилович, заместитель Председателя Совета Министров Казахской ССР. Ново-Ильинский округ.
30. Струков, Сергей Николаевич, первый заместитель председателя исполкома Кустанайского областного депутатов трудящихся. Карабалыкский — Комсомольский округ.
31. Туртгарин, Бакижан Султанбекович, первый секретарь Амангельдинского райкома КП Казахстана. Амангельдинский округ.
32. Шарипов, Исагали, постоянный представитель Казахской ССР при Совете Министров СССР. Джетыгаринский — Сельский округ.
33. Шаруева, Александра Кузьминична, птичница Тарановского птицесовхоза Тарановского района. Тарановский округ.

## Павлодарская область
1. Айдаргалиев, Ермухамбет, первый секретарь Майского райкома КП Казахстана. Майский округ.
2. Атамбаев, Утешкали Дуйсенгалиевич, министр финансов Казахской ССР. Цюрупинский округ.
3. Баженова, Раиса Степановна, комбайнер Ермаковского совхоза Ермаковского района. Ермаковский округ.
4. Веселовский, Михаил Никитович, председатель колхоза имени Карла Маркса Лозовского района. Лозовский округ.
5. Глущак, Анастасия Никифоровна, бригадир штукатуров стройуправления № 2 треста «Иртышуглестрой». Экибастузский округ.
6. Елагин, Семён Дмитриевич, первый секретарь Павлодарского обкома КП Казахстана. Максимо-Горьковский округ.
7. Исько, Марина Николаевна, комбайнер колхоза имени Куйбышева Куйбышевского района Краснокутский округ.
8. Карманов, Бекон, старший чабан Бескарагайского племсовхоза Лебяжинского района. Лебяжинский округ.
9. Кротов, Александр Петрович, министр строительства Казахской ССР. Павлодарский — Железнодорожный округ.
10. Лысенко, Николай Кондратьевич, заместитель главного инженера управления строительства «Павлодарстрой». Павлодарский — Городской округ.
11. Макин, Кенжебай, второй секретарь Павлодарского обкома КП Казахстана. Урлютюбский округ.
12. Мамизирова, Антонина Дементьевна, токарь Михайловской РТС Урлютюбского района. Михайловский округ.
13. Мухаметкалиева, Бобежан, доярка колхоза имени Чапаева Бескарагайского района. Бескарагайский округ.
14. Никитенко, Фёдор Яковлевич, мастер стройуправления «Жилстрой» управления «Павлодарстрой». Павлодарский — Строительный округ.
15. Оразбаев, Шашан, председатель исполкома Павлодарского областного Совета депутатов трудящихся. Павлодарский — Сельский округ.
16. Репин, Иван Григорьевич, бригадир тракторной бригады Пресновского совхоза Павлодарского района. Ефремовский округ.
17. Раденко, Пётр Никифорович, директор совхоза имени Панфилова Иртышского района, Иртышский округ.
18. Розанова, Лидия Васильевна, бригадир тракторной бригады совхоза «Плодородный» Максимо-Горьковского района. Березовский округ.
19. Скоробогатова, Христинья Ефремовна, бригадир литейного цеха завода «Октябрь» г. Павлодар. Павлодарский — Береговой округ.
20. Химич, Захар Яковлевич, заместитель председателя исполкома Павлодарского областного Совета депутатов трудящихся. Павлодарский — Советский округ.
21. Шведенко, Виктор Кузьмич, начальник управления шоссейных дорог при Совете Министров Казахской ССР. Галкинский округ.
22. Шкарупелов, Пётр Андреевич, главный агроном Голубовского совхоза Иртышского района. Суворовский округ.
23. Шурин, Сактаган Абубакирович, председатель исполкома Баян-Аульского райсовета депутатов трудящихся. Баян-Аульский округ.

## Северо-Казахстанская область
1. Андрющенко, Галина Антоновна, областной педиатр Северо-Казахстанского облздрава. Подгорный округ.
2. Баукенов, Ислям Баукенович, председатель колхоза «Луч Ленина» Мамлютского района. Мамлютский округ.
3. Бацунова, Елизавета Игнатьевна, комбайнер Смирновского совхоза Советского района. Советский округ.
4. Быкова, Валентина Александровна, тракторист совхоза имени Хрущёва Октябрьского района. Тимирязевский округ.
5. Галкин, Дмитрий Иосифович, тракторист Заречного совхоза Приишимского района. Приишимский округ.
6. Даиров, Музаппар Даирович, второй секретарь Северо-Казахстанского обкома КП Казахстана. Каялинский округ.
7. Дарканбаев, Темирбай Байбусынович, ректор Казахского государственного университета. Возвышенский округ.
8. Демидов, Герман Александрович, машинист локомотивного депо ст. Петропавловск. Петропавловский — Железнодорожный округ.
9. Донченко, Андрей Васильевич, директор Приишимского совхоза Пресновского района. Архангельский округ.
10. Заборовская, Елена Ивановна, мастер термогальванического участка завода малолитражных двигателей г. Петропавловск. Петропавловский — Привокзальный округ.
11. Кононенко, Даниил Фадеевич, министр коммунального хозяйства Казахской ССР. Петропавловский — Заводской округ.
12. Курлов, Василий Николаевич, первый секретарь Булаевского райкома КП Казахстана. Булаевский округ.
13. Мельник, Григорий Андреевич, секретарь ЦК КП Казахстана. Явленский округ.
14. Мусин, Амиржан Куспекович, слушатель Алма-Атинской Высшей партийной школы. Октябрьский округ.
15. Мухамедгалиев, Фазул Мухамедгалиевич, Президент Академии сельскохозяйственных наук Казахской ССР. Благовещенский округ.
16. Подгорбунский, Кузьма Захарович, председатель исполкома Северо-Казахстанского областного Совета депутатов трудящихся. Ждановский округ.
17. Полипов, Иван Петрович, первый секретарь Петропавловского горкома КП Казахстана. Петропавловский — Центральный округ.
18. Пономарёв, Пётр Васильевич, комбайнер Дубровинского совхоза Мамлютского района. Дубровинский округ.
19. Сахнюк, Ольга Михайловна, главный зоотехник Токушинского совхоза Полудинского района. Полудинский округ.
20. Секачева, Тамара Сергеевна, токарь, г. Петропавловск. Промышленный округ.
21. Скакун, Зоя Ивановна, доярка колхоза «Колос» Конюшского района. Конюховский округ.
22. Филькина, Варвара Ивановна, старший гуртоправ Тарангульского совхоза Ленинского района. Тарангульский округ.
23. Чусовитина, Анастасия Алексеевна, доярка «Красное знамя» Соколовского района. Соколовский округ.
24. Шаршина, Евдокия Григорьевна, телятница Пресновского совхоза Пресновского района. Пресновский округ.

## Семипалатинская область
1. Абраев, Ханнен, бурильщик шахты № 4 рудника «Боко» Жарминского района. Жарминский округ.
2. Баишев, Сактаган, вице президент Академии наук Казахской ССР. Ново-Баженовский округ.
3. Берёзин, Иван Емельянович, второй секретарь Семипалатинского обкома КП Казахстана. Некрасовский округ.
4. Босый, Павел Иванович, Маканчинский округ.
5. Владимирова, Анастасия Васильевна, доярка колхоза имени Ленина Ново-Шульбинского района. Ново-Шульбинский округ.
6. Гавриленко, Ирина Евдокимовна, председатель колхоза «30 лет Казахской ССР» Чарского района. Чарский округ.
7. Гайнуллина, Фариха Хакимжановна, агроном колхоза «Путь к коммунизму» Ново-Покровского района. Ново-Покровский округ.
8. Грицаенко, Григорий Иванович, председатель исполкома Бородулихинского районного Совета депутатов трудящихся. Бородулихинский округ.
9. Губин, Владимир Владимирович, председатель Комитета государственной безопасности при Совете Министров Казахской ССР Акжалский округ.
10. Есенбеков, Жумагазы, чабан совхоза «Кайнарский» Абаевского района. Абаевский округ.
11. Запорожцев, Илья Григорьевич, первый секретарь Семипалатинского горкома КП Казахстана. Семипалатинский — Железнодорожный округ.
12. Корушанова, Анна Тимофеевна, слесарь вагонного депо станций Аягуз. Аягузский Городской округ.
13. Лосева, Зоя Сергеевна, председатель исполкома Семипалатинского городского Совета депутатов трудящихся. Семипалатинский — Привокзальный округ.
14. Мажимова, Кайныш, начальник цеха шубной фабрики кожкомбината г. Семипалатинск. Заводо-Затонский округ.
15. Молдабаев, Сарсембек, тракторист колхоза имени Калинина Ново-Покровского района. Жана-Семейский округ.
16. Мустафин, Габиден, писатель. Аягузский — Сельский округ.
17. Немченко, Нина Марковна, обвальщица колбасного завода мясокомбинат имени Калинина, Жана-Семей. Семипалатинский — Калининский округ.
18. Нуртаев, Толеу, бригадир бригады каменщиков «Цемстроя», Жана-Семей. Семипалатинский — Левобережный округ.
19. Ситникова, Мария Сергеевна, бригадир тракторно-полеводческой бригады совхоза «Большевик» Кокпектинского района. Куйбышевский округ.
20. Тобагабылов, Абильбек Бейсенович, первый секретарь Аягузского райкома КП Казахстана. Таскескенский округ.
21. Уменов, Сагидулла, чабан колхоза «Комсомол» Аксуатского района. Аксуатский округ.
22. Усатов, Леонтий Фёдорович, председатель колхоза имени Ленина Урджарского района. Урджарский округ.
23. Хасенов, Мукаш, председатель исполкома Семипалатинского областного Совета депутатов трудящихся. Кокпектинский округ.
24. Шеффер, Анатолий Павлович, председатель Семипалатинского совнархоза. Семипалатинский — Центральный округ.

## Талды-Курганская область
1. Алишпанов, Жапаркул, председатель исполкома Андреевского районного Совета депутатов трудящихся. Андреевский округ.
2. Амраева, Салимам Имановна, звеньевая колхоза «40 лет Октября» Панфиловского района. Панфиловский округ.
3. Анашкина, Екатерина Ивановна, дробильщица Текелийской обогатительной фабрики. Тикелийский округ.
4. Буашев, Кумисбек, чабан колхоза «Энергия» Саркандского района. Саркандский округ
5. Гришагин, Иван Петрович, первый секретарь Гвардейского райкома КП Казахстана. Кугалинский округ.
6. Дутова, Прасковья Ивановна, заведующая вторым отделением Талды-Курганской областной больницы. Ленинский округ.
7. Жанбосынов, Закирбай, старший чабан колхоза имени Куйбышева Кировского района. Айна-Булакский округ.
8. Жидебаев, Бакей, председатель колхоза имени Чапаева Аксуского района. Аксуский округ.
9. Закарин, Аскар Закарьевич, заместитель Председателя Совета Министров Казахской ССР. Карабулакский округ.
10. Ибраева, Ажар Хакимовна, секретарь ЦК ЛКСМ Казахстана. Сары-Озекский округ.
11. Ильясов, Губайдулла Утарович, первый секретарь Талды-Курганского обкома КП Казахстана Талды-Курганский округ.
12. Качемцев, Николай Иванович, второй секретарь Талды-Курганского обкома КП Казахстана. Черкасский округ.
13. Койбагаров, Шарип, машинист паровозного по ст. Матай Бурлю-Тобинского района. Майский округ.
14. Комбаров, Негмет, председатель исполкома Талды-Курганского областного Совета депутатов трудящихся. Уш-Тобинский округ.
15. Копытин, Прокопий Семёнович, бригадир тракторной бригады Талды-Курганского овцесовхоза Капальского района. Капальский округ.
16. Лютова, Вера Иосифовна, звеньевая колхоза имени Крупской Талды-Курганского района. Кировский округ.
17. Мансуров, Аймухамет, первый секретарь Панфиловского райкома КП Казахстана. Октябрьский округ.
18. Мирошникова, Варвара Васильевна, старшая доярка колхоза имени Ватутина Андреевского района Дзержинский округ.
19. Полимбетов, Сейтжан, председатель Алма-Атинского совнархоза. Текелийский — Станционный округ.
20. Савина, Анастасия Ивановна, свинарка колхоза имени Дзержинского Каратальского района. Каратальский округ.
21. Стах, Мария Фёдоровна, аппаратчик-слесарь сахарного завода имени Кирова Кировского района. Сахарозаводской округ.
22. Тамшибаева, Злиха Жанболатовна, заведующая МТФ колхоза имени Чокана Гвардейского района. Алтын-Эмельский округ.
23. Тулебаев, Мукан, композитор. Бурлю-Тобинский округ.
24. Шарипов, Бедельбай, зоотехник совхоза имени Ильича Алакульского района. Алакульский округ.

## Южно-Казахстанская область
1. Авилов, Платон Михайлович, бригадир каменщиков стройуправления «Цемстрой», г. Чимкент. Чимкентский — Центральный округ.
2. Адылова, Зеби, председатель исполкома Георгиевского районного Совета депутатов трудящихся. Александровский округ.
3. Айтуаров, Донбай, старший чабан колхоза «Красная Нива» Чаяновского района. Чаяновский округ.
4. Ауэзов, Мухтар Омарханович, писатель. Борисовский округ.
5. Ахметчеев, Сапарбек, чабан каракулеводческого совхоза «Сыр-Дарья» Сары-Агачского района. Сары-Агачский округ.
6. Байгалиев, Рахим Байгалиевич, первый заместитель председателя Госплана Казахской ССР. Чимкентский — Сельский округ.
7. Бейсембаев, Серкбай, директор Института истории партии при ЦК КП Казахстана. Чубаровский округ.
8. Берёза, Вениамин Григорьевич, председатель Южно-Казахстанского совнархоза. Миргалимсайский округ.
9. Буранбаев, Алимбек, председатель колхоза «Алгабас» Тюлькубасского района. Вознесенский округ.
10. Даулбаева, Болсынай, старший чабан совхоза «Чим-Курган» Кировского района. Кзыл-Кумский округ.
11. Дауленов, Салькен, первый заместитель министра сельского хозяйства Казахской ССР. Джетысайский округ.
12. Джумадуллаев, Хамид, председатель колхоза имени Сталина Туркестанского района. Туркестанский — Фрунзенский округ.
13. Досекенова, Унзиля, учительница средней школы № 7 имени Спатаева г. Чимкент. Чимкентский — Калининский округ.
14. Ерназаров, Пердебек, шихтовщик аглорудного цеха Чимкентского свинцового завода. Чимкентский — Ленинский округ.
15. Ескараева, Жамиля, звеньевая колхоза «Коммунизм» Пахта-Аральского района. Славянский округ.
16. Ескендиров, Захан, председатель исполкома Южно-Казахстанского областного Совета депутатов трудящихся. Абай-Базарский округ.
17. Джаркимбеков, Каржаубек, председатель Южно-Казахстанского областного Совета профсоюзов. Задарьинский округ.
18. Иманбердиев, Оспан, тракторист колхоза имени Абая Ильичевского района. Кзыл-Абадский округ.
19. Иржанов, Амир Иржанович, председатель правления Совета промысловой кооперации Казахской ССР. Карабулакский округ.
20. Исменова, Зульпия, звеньевая комсомольско-молодёжного звена колхоза «Коммуна» Туркестанского района. Туркестанский округ.
21. Кабылбаев, Шракбек, министр внутренних дел Казахской ССР. Сузакский округ.
22. Калтаев, Кемпирбай, бригадир тракторной бригады совхоза имени Сталина Чаяновского района. Сталинский — Совхозный округ.
23. Кан, Лев Иванович, председатель колхоза «Прогресс» Ильичевского района. Интернациональный округ.
24. Карпенко, Степан Платонович, председатель колхоза «Победа» Сайрамского района. Манкентский округ.
25. Кастеев, Абылхан, художник. Фогелевский округ.
26. Касымов, Ашим Касымович, начальник управления строительства «Чардарстроя», Кировский округ.
27. Кислицына, Мария Алексеевна, главный врач областного тубдиспансера г. Чимкент. Чимкентский — Амангельдинский округ.
28. Куликов, Владимир Николаевич, директор совхоза «Пахта-Арал» Ильичевского района. Ильичевский округ.
29. Ликучева, Валентина Денисовна, помощник мастера хлопчатобумажного комбината г. Чимкент. Чимкентский — Комсомольский округ.
30. Морозов, Андрей Константинович, второй секретарь Южно-Казахстанского обкома КП Казахстана. Балыкчинский округ.
31. Мыктыбаева, Айжан, машинист электровоза рудника Ачисай, город Кентау. Ачисайский округ.
32. Моллаева, Хажи, колхозница колхоза «Коммунизм» Сары-Агачского района. Ташкулакский округ.
33. Муминов, Ашир Муминович, первый секретарь Шаульдерского райкома КП Казахстана. Шаульдерский округ.
34. Осадчих, Николай Григорьевич, первый секретарь Чимкентского горкома КП Казахстана. Чимкентский — Ждановский округ.
35. Пирмакова, Шакизада, звеньевая колхоза имени Карла Маркса Арысского района. Караспанский округ.
36. Пиченюк, Яков Давыдович, директор Ачисайского полиметаллического комбината. Кантагинский округ.
37. Саликбаев, Ауесхан, дежурный по горке ст. Арысь. Арысский округ.
38. Сасбукаев, Адыл, председатель исполкома Туркестанского районного Совета депутатов трудящихся. Туркестанский — Железнодорожный округ.
39. Синицин, Григорий Харитонович, навалоотбойщик шахты № 2 город Ленгер. Ленгерский — Кировский округ.
40. Тажиев, Ибрагим Тажиевич, секретарь ЦК КП Казахстана. Чимкентский — Сталинский округ.
41. Тлевов, Сыпабек, председатель колхоза «Большевик» Георгиевского района. Георгиевский округ.
42. Умаров, Ирмет, первый секретарь Пахта-Аральского райкома КП Казахстана. Кунградский округ.
43. Шахабаева, Дамеш, старший чабан колхоза имени Кирова Каратасского района Каратасский округ.
44. Шилина, Екатерина Васильевна, доярка колхоза «Победа» Тюлькубасского района. Ванновский округ.
45. Эргешева, Ханифа, бригадир хлопководческой бригады колхоза имени Ленина Сайрамского района. Сайрамский округ.